# Efterkoloniala byten av indiska geografiska namn
I modern tid har flera efterkoloniala byten av indiska geografiska namn ägt rum genom att de tidigare namnen som hade kolonial prägel bytts ut mot regionala indiska namn. Större städer som bytt namn är Mumbai (Bombay), Chennai (Madras), Khambhat (Cambay), Kolkata (Calcutta) och Thiruvananthapuram (Trivandrum). Den 11 december 2005 förklarade premiärminister Dharam Singh att regeringen bestämt att byta namn på Bangalore till sitt namn på kannada, Bengaluru eller Bengalooru. Det nya namnet började användas 1 november 2006. I många fall används fortfarande de gamla namnen informellt, och även som namn för olika institutioner, exempelvis heter högsta domstolen i Mumbai och Chennai fortfarande Bombays respektive Madras högsta domstol. I vissa fall har även byggnader och institutioner som namngavs av kolonisatörerna bytt namn, framförallt gatunamn i Delhi. Många städer främst i södra Indien har fortfarande kvar sina brittiska namn.

## Kontroversiellt
Namnbytena har gett upphov till en bitvis hätsk debatt. Debatten är inte unik för Indien, utan gäller även andra före detta kolonier som återanvänder traditionella geografiska namn. Dock är debatten i Indien speciellt hätsk på grund av Indiens mångkultur som orsakats av att området var brittisk koloni relativt länge och att de brittiska namnen är så etablerade. 